# Алан Боат
Алан Родерік Боат (англ. Allan Roderick Boath; нар. 14 лютого 1958, Данді, Шотландія) — новозеландський футболіст шотландського походження, півзахисник.

## Клубна кар'єра
Аллан Боат народився 14 грудня 1958 року в Данді. Футбольну кар'єру розпочав у «Celtic Boys Club», у травні 1972 року приєднатися до «Данді Юнайтед», де протягом п'яти років лише тренувався з першою командою. У серпні 1977 року приєднався до «Форфар Атлетік».
У 1978 році емігрував до Нової Зеландії, де підписав контракт з «Вулстон ВМС». Того ж сезону допоміг команді вийти до Другого дивізіону. Через сезон перейшов до «Крейстчерч Юнайтед», у футболці якого відзначився 21 матч, в яких відзначився 2-а голами. У 1981 році повернувся до «Вулстон ВМС». По завершенні чемпіонату світу Аллан Боат підписав контракт з австралійським клубом «Вест Аделаїда Еллас», у складі якого виграв чемпіонат Південної Австралії (Другий дивізіон).
У 1983 році повернувся до Нової Зеландії, де підписав контракт з «Крейстчерч Юнайтед». У команді провів два сезони. Потім виступав за «Окленд Юніверсіті». У 1985 році перебрався до «Норт-Шор Юнайтед», у складі якого наступного сезону виграв кубок Нової Зеландії. Футбольну кар'єру завершив 1988 року.

## Кар'єра в збірній
У футболці національної збірної Нової Зеландії дебютував 7 травня 1981 року в нічийному (0:0) поєдинку проти Тайваню. Учасник чемпіонат світу 1982 року, де зіграв 3 матчі групового етапу. Востаннє у футболці новозеландської збірної виходив на поле 9 вересня 1987 року в поєдинку проти Австралії. Загалом у складі національної команди зіграв 38 офіційних матчів, у футболці якої відзначився 6-а голами.

## Досягнення
«Норт-Шор Юнайтед»
- Кубок Нової Зеландії
  -  Володар (1): 1986
  -  Фіналіст (1): 1985

«Вест Аделаїда Еллас»
- Чемпіонат Австралії (Другий дивізіон)
  -  Чемпіон (1): 1982